# Mossöra
Mossöra (Cyphellostereum laeve) är en lavart som först beskrevs av Elias Fries, och fick sitt nu gällande namn av Derek Reid 1965. Enligt Catalogue of Life ingår Mossöra i släktet Cyphellostereum, klassen Agaricomycetes, divisionen basidiesvampar och riket svampar, men enligt Dyntaxa är tillhörigheten istället släktet Cyphellostereum, ordningen Hymenochaetales, klassen Agaricomycetes, divisionen basidiesvampar och riket svampar. Arten är reproducerande i Sverige. Inga underarter finns listade i Catalogue of Life.

## Källor

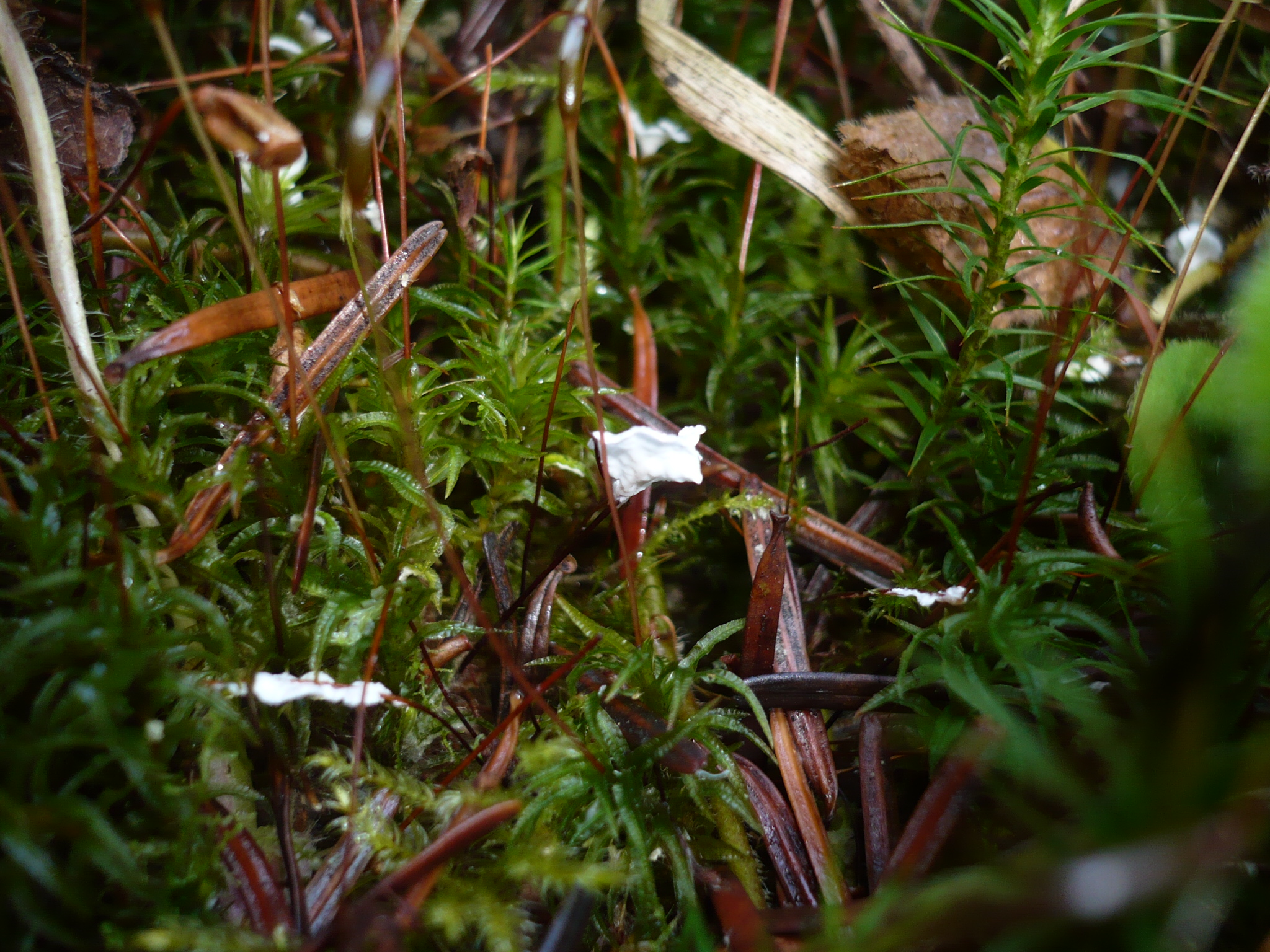